# Ole Reistad
Ole Imerslun Reistad född 26 juni 1898 i Furuset Oslo, död 22 december 1949, var en norsk idrottsman, militär och pilot.

## Idrottsprestationer
Reistads genombrott som idrottsman kom i skidtävlingen Nydalsrennet 1920, där han som okänd vann hela tävlingen med flera minuter över alla elitåkare. Han blev norsk mästare vid tävlingarna i modern femkamp 1922. Som idrottare var han mångsidig. Han deltog i det norska laget i skidskytte vid uppvisningstävlingarna i Olympiska vinterspelen 1928 i St. Moritz.

## Militär karriär
Han utexaminerades från den norska Krigsskolen 1921 och inledde flygutbildning vid Hærens flyskole på Kjeller utanför Lillestrøm 1922. Efter att han erhållit flygcertifikat fortsatte han som lärare på Kjeller. Som pilot var han erkänt skicklig och han anlitades av det Norska flygvapnet som testpilot. Detta medförde resor till olika flygfabriker för att utvärdera olika flygplanstyper. När andra världskriget bröt ut var han placerad som divisionchef för Speidervingen på Kjeller. I divisionens ansvarsområde låg flygspaning längs kusten samt att identifiera främmande flygplan som kränkte norskt luftrum. När tyskarna angrep landet 1940, och på kort tid tog kontroll över Oslo-området, blev Kjellerbasen tvungen att evakuera. Stora delar av flygskolan flög till Sverige, medan Reistad flydde norrut med sin division, först till Gudbrandsdalen, där man använde Espendal som bas.  
När Sydnorge kapitulerade 1 maj flyttade man till Lierne i Trøndelag, och 5 maj vidare till Bardufoss. Där utnämndes han till ställföreträdande chef för Hærens Flyvåpen i Norge av general Ruge. Till flygplatsen i Bardufoss kom även de engelska jaktflygarna med sina Gloster Gladiator och Hawker Hurricane. När engelsmännen tvingades att dra sig ur kriget i Nordnorge 8 juni, permitterade Reistad sina underlydande, men samtidigt uppmanade han dem att de skulle försöka ta sig till England för att fortsätta kampen mot tyskarna.
Själv försökte han starta en norsk flygskola i Finland, men då han upplevde att välviljan mot tyskarna ökade i landet gav han upp sin idé. Han reste istället till Stockholm, där han arbetade med att föra över exilnorrmän till England och Kanada. Strax före jul 1940 reste han själv till Toronto via flyg till Moskva, tåg till Vladivostok, båt till Tokyo, båt till Vancouver, tåg till Toronto för att slutligen nå Little Norway, där han anmälde sig till chefen för Hærens Flyvåpen, major Bjarne Øen. När Øen lämnade lägret 1941 utnämnde han Reistad till major och lägerchef. Under sin vistele i Kanada kom Reistad att stöta sig med flera av de norska politikerna i exil, bland annat stortingspresident Carl Joachim Hambro. Detta medförde att hans militära karriär bromsades upp även efter kriget.  
I slutet av kriget återvände han till Norge där han kommenderades till chef för Luftkommando Nord i Bardufoss. Under tiden i Bardufoss drabbades han av en hjärnskada. Trots en operation på Rikshospitalet var hans hälsa vacklande och kort tid före sin död tilldelades han St. Olavsorden av Kung Haakon.
Mellan 1935 och 1946 var han ordförande för Norsk Aero Klubb, en systerorganisation till KSAK. 
Han har fått ett flertal gator och tävlingar uppkallat efter sig bland annat Ole Reistad senter, Norges Luftsportsförbunds rikscenter för segelflygning i Starmoen utanför Elverum och Reistadløpet, Ole Reistads minnestävling, en årligen återkommande skidtävling på 34/50 km.